# Pier Cesare Bori

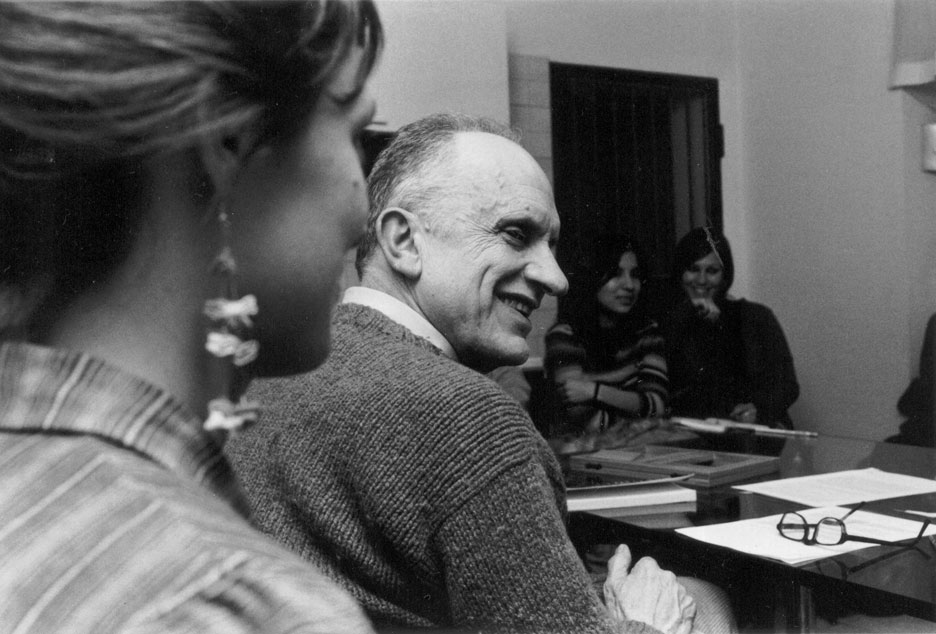
Pier Cesare Bori (2007)

Pier Cesare Bori (* 3. Februar 1937 in Casale Monferrato, Italien; † 4. November 2012 in Bologna) war italienischer Religionswissenschaftler.

## Leben
Pier Cesare Bori studierte Rechtswissenschaften, Bibelwissenschaften und Katholische Theologie. In den 1970er-Jahren war er am Institut für Religionswissenschaft von Giuseppe Alberigo in Bologna tätig.
1970 wurde er auf die Professur für die Geschichte des Christentums und der Kirche berufen mit dem besonderen Fokus auf die Moralphilosophie und Menschenrechte in der Globalisierung an der Fakultät für Politikwissenschaft an der Universität Bologna, wo er seit 1970 Dozent war. Mit Gustavo Gozzi leitete er den Masterstudiengang „Diritti umani e intervento umanitario“ (Menschenrechte und humanitäre Intervention). 2002 bis 2007 war er Vorsitzender des Bachelors in Culture e diritti umani (Kulturen und Menschenrechte). 2012 wurde er mit dem UNESCO-Lehrstuhl für religiösen Pluralismus und Frieden ausgezeichnet. Er hatte Gastprofessuren in den USA, Japan und Tunesien inne.
Er arbeitete mit an dem neuen „Master en religions et civilisations comparées“ an der Fakultät für Geisteswissenschaften von Manouba, Tunesien, wo er viele Male zu Gast war, um die arabische Sprache zu lernen.
Zusammen mit einer Gruppe von Studenten, Una Via, engagierte er sich für die Gefängnisinsassen der Dozza, Bologna, und widmete besondere Aufmerksamkeit den maghrebinischen Insassen und denjenigen, die ein Universitätsstudium verfolgen.
Pier Cesare Bori hinterlässt ein umfangreiches Publikationswerk.

## Schriften
Auf dem Gebiet der Bibelinterpretation:
- Koinonìa, Paideia, 1972;
- Chiesa primitiva, Paideia, 1974 (Die Urkirche);
- Il vitello d’oro, Boringhieri, 1983, ins Englische übersetzt The golden calf, and the origins of the anti-Jewish controversy, Scholars Press, Atlanta, 1990;
- L’interpretazione infinita, Il Mulino, 1987, ins Französische übersetzt L’interprétation infinie, Paris, Cerf, 1991 (Die unendliche Deutung).

Er studierte intensiv Sigmund Freud und dessen Werk Der Mann Mose und die monotheistische Religion:
- L’estasi del profeta ed altri saggi tra ebraismo e cristianesimo dalle origini sino al Mosè di Freud, Il Mulino, Bologna, 1989 veröffentlicht (Die Ekstase des Profeten und weitere Artikel über Judentum und Christentum von den Ursprüngen bis zu Moses von Freud).

Seine Forschung über Lew Tolstoi, mit mehreren Aufenthalten in Russland, ist zusammengefasst in:
- L’altro Tolstoj, Il Mulino, Bologna, 1995 (Der andere Tolstoi),

und in der Übersetzung aus dem Russischen:
- Pensieri per ogni giorno, Edizioni cultura della pace, 1995 (Gedanken für jeden Tag).

Ebenso verfasste er die Einleitung für:
- Guerra e pace, Einaudi, 1998 (Krieg und Frieden).

Über das Thema der interkulturellen Ethik schrieb er:
- Per un consenso etico tra culture, Marietti, 1995 (Für einen ethischen Konsens zwischen Kulturen), auch ins Englische übersetzt von P. Leech, Ch. Hindley, D. Ward: From Hermeneutics to Ethical Consensus among Cultures, Atlanta, Georgia, Scholars Press, 1994, und
- Per un percorso etico tra culture, Nuova Italia, 1996 (Für einen ethischen Weg zwischen Kulturen).

Er hat den religiösen Humanismus studiert:
- Pluralità delle vie. Alle origini del Discorso sulla dignità umana di Pico della Mirandola. (Vielheit der Wege. An den Ursprüngen der Rede über die menschliche Würde des Pico della Mirandola) Lateinischer Text, italienische Version, herausgegeben von Saverio Marchignoli, Feltrinelli, Mailand 2000. Auch online in Latein, Italienisch und Englisch: s. Weblinks.

Er hat einige wichtige zuletzt verfasste Artikel herausgegeben in:
- Universalismo come pluralità delle vie, Marietti 1820, 2004 (Universalismus als Vielheit der Wege). Ins Arabische übersetzt von A. Addus: Akhlâq kauniyya lithaqâfât muta‘addida, Dar Talya, Beyrut 2007.
- Incipit. Cinquant’anni, cinquanta libri (1953–2003), Marietti 1820, 2005 (50 Jahre, 50 Bücher), will sein intellektuelles Profil erläutern.

Zuletzt veröffentlicht hat er die italienische Version von Terror im Dienste Gottes. Die „Geistliche Anleitung“ der Attentäter des 11. September 2001, worin eine verfeinerte arabische Übersetzung des Dokuments zu finden ist:
- Terrore al Servizio di Dio. La „Guida spirituale“ degli attentatori dell’11 Settembre 2001, Verbarium-Quodlibet, Macerata 2007.